# 4e cérémonie des prix Génie
La 4e cérémonie des Prix Génie s'est déroulée le 23 mars 1983 au théâtre Royal Alexandra pour récompenser les films sortis en 1982. La soirée était animée par Dave Thomas.

## Palmarès
Le vainqueur de chaque catégorie est indiqué en gras

### Golden Reel Award
- Porky's - Harold Greenberg et Melvin Simon

### Meilleur film
- The Grey Fox, producteur : Peter O'Brian
- La Guerre du feu, Denis Héroux et John Kemeny (en)
- Harry Tracy, Desperado (en), producteur : Ronald I. Cohen
- Threshold (film, 1981), réalisateur : Richard Pearce
- Une journée en taxi, réalisateur : Robert Ménard

### Meilleure performance d'un acteur dans un second rôle
- Doug McGrath pour le rôle du Coach Fred Warren dans Porky's